# Àngel Codinach i Campllonc
Àngel Codinach i Campllonc, oft kurz Àngel Codinach genannt (* 1922 in Olot; † 1995 ebenda) war ein katalanischer Maler, der in der Tradition der Schule von Olot stand.
Codinach gehört zu der Künstlergeneration, die ähnlich wie die Olotenser Maler Josep Pujol, Pere Plana i Puig oder Joan Clapera i Mayà gegenüber den der klassischen Landschaftsmalerei verpflichteten Vorgängern nach dem spanischen Bürgerkrieg hoch kreativ und innovativ eine künstlerische Erneuerung der Landschaftsmalerei von Olot hervorgebracht haben. Codinach machte vor allem in den 1950er und 1960er Nachkriegsjahren wie viele seiner Malerkollegen die Erfahrung, dass nahezu keinerlei Interesse mehr an Kunst bestand. In diesem Umfeld „überlebten“ nur diejenigen Künstler, die mit großer Hingabe – ähnlich wie mittelalterliche Handwerker und Künstler – ihre Berufung lebten. Mit hoch ausgereiften Fertigkeiten und einem voll ausgereiftem ästhetischem Sinn entstanden so Codinachs farb- und leuchtstarke, meditative Landschaftsbilder der Garrotxa, die oft wie Poesie wirken.